# Palais de la civilisation
Ne doit pas être confondu avec Musée de la civilisation.

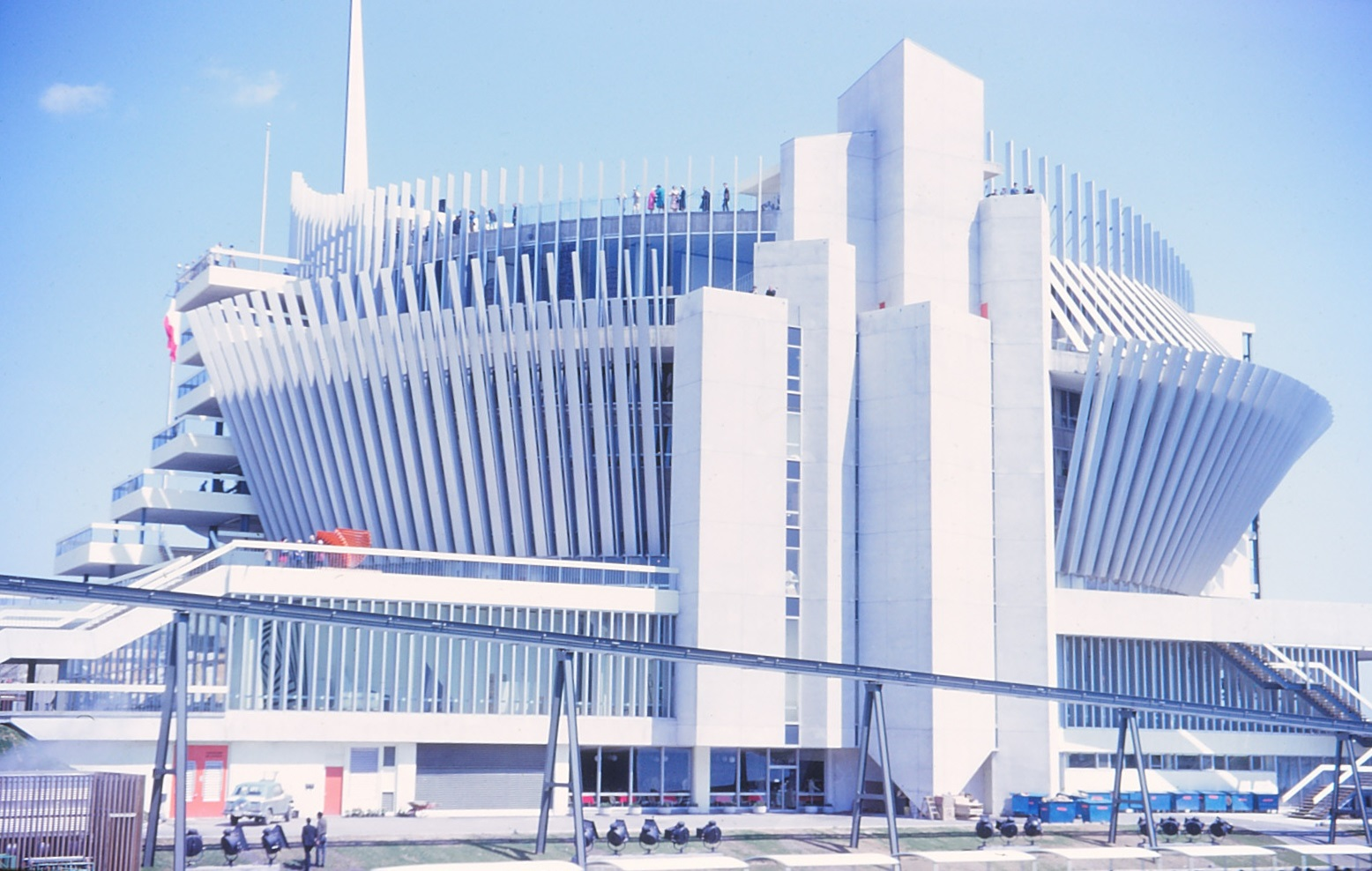
Pavillon de la France d'Expo 67, qui accueille le Palais de la civilisation en 1985.

Le Palais de la civilisation est un musée qui a été en opération de 1985 à 1992 sur l’île Notre-Dame à Montréal, à l’emplacement de l’actuel Casino de Montréal, ancien pavillon de la France lors de l’exposition universelle de 1967. Ce musée a présenté plusieurs grandes expositions de civilisations à partir de collections de musées européens. Ces expositions ont accueilli plus d’un million et demi de visiteurs.
À l’hiver 1985, on s’affaire aux différents travaux de transformations nécessaires pour adapter le bâtiment pour la venue de sa première exposition Ramses II. Les travaux sont évalués à 500 000 $.
En novembre 1985 on crée la Société du Palais de la civilisation, une corporation paramunicipale qui avait pour mission d’organiser des expositions à caractère culturel, récréatif et touristique dans les îles Sainte-Hélène et Notre-Dame.
Il était alors rare pour les québécois d’avoir accès à des expositions d'envergure présentant des objets authentiques. En 1986, le président de l’exposition Ramsès II, André Harel déclare que les objets, qui proviennent du musée du Caire, ne sont sortis d’Égypte qu’une seule fois depuis, à Paris en 1976.
De 1990 à 1992, la direction générale est assurée par Louise Beaudoin.
En 1993, le Palais de la civilisation déménage au marché Bonsecours, car le Casino de Montréal s’installe dans le pavillon de la France.

## Liste des expositions présentées
- Ramsès II et son temps – 1er juin au 29 septembre 1985 (700 000 visiteurs)[4]
- Chine, trésors et splendeurs – 18 mai au 19 octobre 1986
- L’or des cavaliers thraces – Du 30 mai au 4 octobre 1987
- Les Aztèques, trésors du Mexique ancien - 30 juillet au 30 octobre 1988
- Cités-cinés, 25 mai 1989 au 21 octobre 1990 (300 000 visiteurs en 1989)[6]
- Rome, 1000 ans de civilisation – Jusqu’au 27 septembre 1992
- Macédoine, royaume d’Alexandre le Grand – 7 mai au 19 septembre 1993